# 根本的愛
《根本的愛》（日语：ファンダメンタル・ラブ）是Every Little Thing在2003年7月30日公開的第24首單曲作品。

## 收錄樂曲
- 根本的愛
- nostalgia鄉愁（2003614Version）
- 根本的愛（Instrumental）